# Bernstadt auf dem Eigen
Bernstadt auf dem Eigen là một thị trấn thuộc huyện Görlitz, trong bang tự do Sachsen, nước Đức. Đô thị Bernstadt auf dem Eigen có diện tích 51,89 km², dân số thời điểm ngày 31 tháng 12 năm 2005 là 4005 người. Thị trấn có cự ly 16 km về phía bắc Zittau, và 16 km về phía tây nam của Görlitz.